# Kisarazu (prefectuur)
Kisarazu (Japans: Kisarazu-ken 木更津県) is een voormalige prefectuur van het Japanse Keizerrijk die in 1871 opgericht werd krachtens het Decreet op de afschaffing van leenrijken en instelling van prefecturen (Haihan chiken 廃藩置県). De prefectuur, samengesteld uit de feodale provincies Kazusa 上総 en Awa 安房, werd in 1873 opgeheven toen na samenvoeging met de prefectuur Inba 印旛 de prefectuur Chiba ontstond.